# Bitwa pod Pruszczem Gdańskim
Bitwa pod Pruszczem Gdańskim – starcie zbrojne, które miało miejsce pod koniec sierpnia 1460 roku.
Do nieoczekiwanego starcia w kampanii wojny trzynastoletniej roku 1460 pod Pruszczem Gdańskim doszło podczas wypadu wojsk krzyżackich z Chojnic na wspierający króla Kazimierza Jagiellończyka Gdańsk. Zaatakowani z zaskoczenia Gdańszczanie nie byli w stanie sprostać lepiej wyszkolonej armii zaciężnej zakonu i ponieśli porażkę. Część samego miasta, głównie część rzemieślnicza na przedmieściach, została ograbiona i spalona. Wyprawa ta stanowiła początek ofensywy zakonu i nieudanego przeciwdziałania mieszczan oraz pospolitego ruszenia na Pomorzu Gdańskim. Na tym terenie krzyżacka armia najemna pod dowództwem Bernarda Szumborskiego i Fritza Rawenecka zajęła Lębork, Bytów, Świecie, Łebę i Puck co znacznie poprawiło polityczne i strategiczne położenie zakonu podczas tej wojny.